# Campeonato de Portugal de 2021–22
O Campeonato de Portugal de 2021–22 foi a 9.ª edição do Campeonato de Portugal, do renovado quarto escalão do futebol português. Após a criação da Liga 3 em 2021, tornou-se no segundo nível não-profissional do futebol português. Um total de 61 equipas participam na competição.
Devido ao cancelamento de todas as competições não profissionais no país devido à pandemia de COVID-19 em Portugal na temporada anterior, nenhuma equipa foi despromovida, o que levou à adição de uma equipa por cada um dos 20 campeonatos distritais. A Federação Portuguesa de Futebol decidiu a criação da Liga 3, o novo escalão do sistema da liga portuguesa, começando com a temporada 2021–22, bem como o novo formato a partir de 2021–22, incluindo a adição de quatro convites a equipas de reserva de clubes da Primeira Liga, elevando o número total de equipas de 72 para 96. Este novo formato irá reduzir o número total de equipas para 56 na temporada seguinte.

## Formato
Após uma época transitória devida aos efeitos da pandemia COVID-19 e pela criação da Liga 3, o número de participantes foi reduzido inicialmente de 96 para 63 equipas. Devido a desistências que não foram possíveis de substituir o número de equipas que participou no sorteio foi de 61 equipas.
O novo formato de competição consiste em três fases. Na primeira fase, os 61 clubes foram divididos em cinco séries de 10 equipas e uma série de 11 equipas, de acordo com critérios geográficos, com no máximo duas equipas de reservas (equipas B) em cada série. Dentro dessas séries as equipas jogam contra todas as equipas a duas voltas.
Na segunda fase, as duas equipas mais bem colocadas de cada uma das seis séries avançam para a fase de promoção à Liga 3, enquanto as restantes equipas avançam para a fase de permanência no Campeonato de Portugal.
Na série de promoção, as 12 equipas serão divididas em duas séries de 6 equipas, com as duas equipas mais bem colocadas de cada uma das séries promovidas à Liga 3 de 2022–23.
Na fase de manutenção, as 47 equipas (2 equipas desistiram durante a primeira fase) serão divididas em onze séries de 4 equipas e uma série de 3 equipas. As duas equipas mais bem colocadas de cada uma das séries, num total de 24 equipas, asseguram a manutenção no Campeonato de Portugal, sendo as restantes equipas despromovidas aos Campeonatos Distritais.
Na terceira fase, as equipas vencedoras de cada uma das séries de promoção irão disputar uma final em campo neutro para decidir o campeão.

## Participantes
| Forjães Pedras Salgadas M. Fonte Merelinense Limianos Vianense Vilaverdense Amarante Berço Mirandela Macedo de Cavaleiros Paredes Sta. Marta Vila Meã Vila Real Tirsense S. Martinho Castro Daire Sp. Espinho Ferreira de Aves Gondomar Gouveia Leça Salgueiros Alvarenga U. Coimbra Valadares Benf. Castelo Branco Condeixa Idanhense Marinhense Oleiros Peniche Sertanense Vit. Sernache Belenenses Coruchense "O Elvas" Loures Sacavenense Pêro Pinheiro Sintrense Barreirense Esperança de Lagos Imortal Juv. Évora Louletano Moncarapachense Olhanense Pinhalnovense Serpa U. MontemorLocalização das equipas da 1ª fase do Campeonato de Portugal de 2021–22 (Portugal Continental). Castanho: Série A; Roxo: Série B; Laranja: Série C; Amarelo: Série D; Verde: Série E; Azul: Série F. | Camacha Marítimo B Câmara de Lobos U. MadeiraLocalização das equipas do Campeonato de Portugal de 2021–22 (Madeira). Castanho: Série A. Fontinhas Praiense Operário Rabo Peixe Sp. IdealLocalização das equipas do Campeonato de Portugal de 2021–22 (Açores). Amarelo: Série D; Verde: Série E. |

Equipas despromovidas do Campeonato de Portugal de 2020–21:
| Da Série A: - Merelinense - Mirandela - Maria da Fonte - Vianense - Vilaverdense - Pedras Salgadas | Da Série B: - São Martinho - Berço - Tirsense - Camacha | Da Série C: - Leça - Gondomar - Marítimo B - Amarante - Salgueiros - Paredes - Vila Real - União da Madeira - Câmara de Lobos | Da Série D: - Castro Daire - Valadares - Espinho |

| Da Série E: - Benfica Castelo Branco - Condeixa - Marinhense - Oleiros - Sertanense - Vitória de Sernache | Da Série F: - Loures - Sintrense - Sacavenense - Pêro Pinheiro | Da Série G: - Praiense - Fontinhas - Rabo de Peixe - SC Ideal | Da Série H: - Olhanense - Louletano - Moncarapachense - Pinhalnovense - Juventude de Évora - Esperança de Lagos |

Promovidos dos Campeonatos Distritais de 2020–21:[carece de fontes?]
- AF Algarve: Imortal[a]
- AF Aveiro: Alvarenga
- Camp. Açores: Operário[b]
- AF Beja: Serpa[c]
- AF Braga: Forjães
- AF Bragança: Macedo de Cavaleiros[d]
- AF Castelo Branco: Idanhense[e]
- AF Coimbra: União de Coimbra
- AF Évora: União Montemor[f]
- AF Guarda: Trancoso Gouveia[g]
- AF Leiria: Peniche
- AF Lisboa: Belenenses
- AF Madeira: nenhum[h]
- AF Portalegre: Elvas[i]
- AF Porto: Vila Meã
- AF Santarém: Coruchense
- AF Setúbal: Barreirense
- AF Viana do Castelo: Limianos
- AF Vila Real: Santa Marta de Penaguião
- AF Viseu: Ferreira de Aves

Notas
1. ↑  O Campeonato da AF Algarve não foi concluído devido à pandemia de COVID-19. O líder do campeonato na altura do cancelamento da prova, Imortal foi convidado para o Campeonato Portugal.[4]
2. ↑  O campeonato dos Açores não foi concluído devido à pandemia de COVID-19. O líder do campeonato na altura do cancelamento da prova, Operário dos Açores foi convidado para o Campeonato Portugal.[5]
3. ↑  O campeonato da AF Beja não foi concluído devido à pandemia de COVID-19. O líder do campeonato na altura do cancelamento da prova, Serpa foi convidado para o Campeonato Portugal.[6]
4. ↑  O campeonato da AF Bragança não foi concluído devido à pandemia de COVID-19. O líder do campeonato na altura do cancelamento da prova, Macedo de Cavaleiros foi convidado para o Campeonato Portugal.[7]
5. ↑  O campeonato da AF Castelo Branco não foi concluído devido à pandemia de COVID-19. O líder do campeonato na altura do cancelamento da prova, Idanhense foi convidado para o Campeonato Portugal.[8]
6. ↑  O campeonato da AF Évora não foi concluído devido à pandemia de COVID-19. O líder do campeonato na altura do cancelamento da prova, União Montemor foi convidado para o Campeonato Portugal.[9]
7. ↑  O Trancoso foi o campeão da AF Guarda mas declinou a promoção. Em seu lugar foi convidado o Gouveia na qualidade de 2º classificado, que aceitou o convite.[10]
8. ↑  Devido à COVID-19 não se realizaram competições de futebol distrital em 2020-21 na Madeira. As 3 equipas não profissionais da Madeira no Campeonato de Portugal de 2020-21, desistiram da competição, sendo-lhes garantido um lugar na edição seguinte.[11]
9. ↑  O campeonato da AF Portalegre não foi concluído devido à pandemia de COVID-19. O líder do campeonato na altura do cancelamento da prova, Elvas foi convidado para o Campeonato Portugal.[12]

## 1ª Fase
O sorteio da 1ª fase decorreu no dia 23 de julho de 2021 e os jogos serão disputados entre 29 de agosto de 2021 e 6 de março de 2022.

### Série A
| Pos | Equipe           | Pts | J  | V  | E | D  | GP | GC | SG  | Classificação ou descenso          |
| --- | ---------------- | --- | -- | -- | - | -- | -- | -- | --- | ---------------------------------- |
| 1   | Vilaverdense (Q) | 42  | 18 | 13 | 3 | 2  | 40 | 18 | +22 | Avança para Fase de Promoção       |
| 2   | Marítimo B (Q)   | 38  | 18 | 11 | 5 | 2  | 38 | 20 | +18 | Avança para Fase de Promoção       |
| 3   | Limianos         | 31  | 18 | 9  | 4 | 5  | 30 | 22 | +8  | Avança para Fase de Manutenção     |
| 4   | Maria da Fonte   | 27  | 18 | 8  | 3 | 7  | 24 | 21 | +3  | Avança para Fase de Manutenção     |
| 5   | Pedras Salgadas  | 26  | 18 | 7  | 5 | 6  | 22 | 22 | 0   | Avança para Fase de Manutenção     |
| 6   | Camacha          | 25  | 18 | 7  | 4 | 7  | 25 | 22 | +3  | Avança para Fase de Manutenção     |
| 7   | Vianense         | 22  | 18 | 7  | 1 | 10 | 23 | 29 | −6  | Avança para Fase de Manutenção     |
| 8   | Merelinense      | 19  | 18 | 5  | 4 | 9  | 24 | 30 | −6  | Avança para Fase de Manutenção     |
| 9   | Forjães          | 13  | 18 | 3  | 4 | 11 | 27 | 46 | −19 | Avança para Fase de Manutenção     |
| 10  | Câmara de Lobos  | 10  | 18 | 3  | 1 | 14 | 20 | 43 | −23 | Avança para Fase de Manutenção     |
| 11  | União da Madeira | 0   | 0  | 0  | 0 | 0  | 0  | 0  | 0   | Excluído do Campeonato de Portugal |

### Série B
| Pos | Equipe                   | Pts | J  | V  | E | D  | GP | GC | SG  | Classificação ou descenso      |
| --- | ------------------------ | --- | -- | -- | - | -- | -- | -- | --- | ------------------------------ |
| 1   | Paredes (Q)              | 39  | 18 | 12 | 3 | 3  | 23 | 9  | +14 | Avança para Fase de Promoção   |
| 2   | São Martinho (Q)         | 38  | 18 | 11 | 5 | 2  | 29 | 10 | +19 | Avança para Fase de Promoção   |
| 3   | Tirsense                 | 34  | 18 | 9  | 7 | 2  | 17 | 8  | +9  | Avança para Fase de Manutenção |
| 4   | Mirandela                | 33  | 18 | 10 | 3 | 5  | 21 | 16 | +5  | Avança para Fase de Manutenção |
| 5   | Amarante                 | 30  | 18 | 8  | 6 | 4  | 33 | 21 | +12 | Avança para Fase de Manutenção |
| 6   | Vila Meã                 | 24  | 18 | 7  | 3 | 8  | 22 | 20 | +2  | Avança para Fase de Manutenção |
| 7   | Vila Real                | 17  | 18 | 4  | 5 | 9  | 21 | 36 | −15 | Avança para Fase de Manutenção |
| 8   | Santa Marta de Penaguião | 15  | 18 | 4  | 3 | 11 | 15 | 33 | −18 | Avança para Fase de Manutenção |
| 9   | Berço                    | 13  | 18 | 3  | 4 | 11 | 16 | 27 | −11 | Avança para Fase de Manutenção |
| 10  | Macedo de Cavaleiros     | 6   | 18 | 1  | 3 | 14 | 10 | 27 | −17 | Avança para Fase de Manutenção |

### Série C
| Pos | Equipe           | Pts | J  | V  | E | D  | GP | GC | SG  | Classificação ou descenso      |
| --- | ---------------- | --- | -- | -- | - | -- | -- | -- | --- | ------------------------------ |
| 1   | Salgueiros (Q)   | 43  | 18 | 13 | 4 | 1  | 29 | 14 | +15 | Avança para Fase de Promoção   |
| 2   | Leça (Q)         | 39  | 18 | 12 | 3 | 3  | 36 | 15 | +21 | Avança para Fase de Promoção   |
| 3   | Gondomar         | 33  | 18 | 10 | 3 | 5  | 34 | 19 | +15 | Avança para Fase de Manutenção |
| 4   | Castro Daire     | 32  | 18 | 9  | 5 | 4  | 25 | 15 | +10 | Avança para Fase de Manutenção |
| 5   | Espinho          | 29  | 18 | 8  | 5 | 5  | 24 | 13 | +11 | Avança para Fase de Manutenção |
| 6   | Alvarenga        | 20  | 18 | 5  | 5 | 8  | 13 | 16 | −3  | Avança para Fase de Manutenção |
| 7   | Valadares        | 20  | 18 | 5  | 5 | 8  | 22 | 20 | +2  | Avança para Fase de Manutenção |
| 8   | União de Coimbra | 16  | 18 | 4  | 4 | 10 | 17 | 29 | −12 | Avança para Fase de Manutenção |
| 9   | Ferreira de Aves | 12  | 18 | 3  | 3 | 12 | 6  | 35 | −29 | Avança para Fase de Manutenção |
| 10  | Gouveia          | 6   | 18 | 1  | 3 | 14 | 8  | 38 | −30 | Avança para Fase de Manutenção |

### Série D
| Pos | Equipe                 | Pts | J  | V  | E | D  | GP | GC | SG  | Classificação ou descenso      |
| --- | ---------------------- | --- | -- | -- | - | -- | -- | -- | --- | ------------------------------ |
| 1   | Fontinhas (Q)          | 44  | 18 | 14 | 2 | 2  | 32 | 15 | +17 | Avança para Fase de Promoção   |
| 2   | Sertanense (Q)         | 39  | 18 | 12 | 3 | 3  | 30 | 12 | +18 | Avança para Fase de Promoção   |
| 3   | Marinhense             | 27  | 18 | 7  | 6 | 5  | 19 | 18 | +1  | Avança para Fase de Manutenção |
| 4   | Praiense               | 22  | 18 | 6  | 4 | 8  | 20 | 23 | −3  | Avança para Fase de Manutenção |
| 5   | Vitória de Sernache    | 21  | 18 | 4  | 9 | 5  | 24 | 24 | 0   | Avança para Fase de Manutenção |
| 6   | Peniche                | 21  | 18 | 5  | 6 | 7  | 20 | 22 | −2  | Avança para Fase de Manutenção |
| 7   | Oleiros                | 20  | 18 | 5  | 5 | 8  | 11 | 17 | −6  | Avança para Fase de Manutenção |
| 8   | Benfica Castelo Branco | 19  | 18 | 4  | 7 | 7  | 13 | 19 | −6  | Avança para Fase de Manutenção |
| 9   | Condeixa               | 19  | 18 | 6  | 1 | 11 | 21 | 23 | −2  | Avança para Fase de Manutenção |
| 10  | Idanhense              | 12  | 18 | 1  | 9 | 8  | 18 | 35 | −17 | Avança para Fase de Manutenção |

### Série E
| Pos | Equipe            | Pts | J  | V  | E  | D  | GP | GC | SG  | Classificação ou descenso      |
| --- | ----------------- | --- | -- | -- | -- | -- | -- | -- | --- | ------------------------------ |
| 1   | Belenenses (Q)    | 33  | 18 | 10 | 3  | 5  | 25 | 12 | +13 | Avança para Fase de Promoção   |
| 2   | Pêro Pinheiro (Q) | 31  | 18 | 9  | 4  | 5  | 21 | 19 | +2  | Avança para Fase de Promoção   |
| 3   | Loures            | 30  | 18 | 9  | 3  | 6  | 29 | 22 | +7  | Avança para Fase de Manutenção |
| 4   | Sintrense         | 29  | 18 | 6  | 11 | 1  | 19 | 12 | +7  | Avança para Fase de Manutenção |
| 5   | Sacavenense       | 29  | 18 | 7  | 8  | 3  | 16 | 13 | +3  | Avança para Fase de Manutenção |
| 6   | Operário          | 21  | 18 | 5  | 6  | 7  | 14 | 15 | −1  | Avança para Fase de Manutenção |
| 7   | Coruchense        | 21  | 18 | 6  | 3  | 9  | 26 | 29 | −3  | Avança para Fase de Manutenção |
| 8   | Sp. Ideal         | 18  | 18 | 4  | 6  | 8  | 22 | 25 | −3  | Avança para Fase de Manutenção |
| 9   | Elvas             | 17  | 18 | 4  | 5  | 9  | 11 | 25 | −14 | Avança para Fase de Manutenção |
| 10  | Rabo de Peixe     | 14  | 18 | 3  | 5  | 10 | 13 | 24 | −11 | Avança para Fase de Manutenção |

### Série F
| Pos | Equipe              | Pts | J  | V  | E | D  | GP | GC | SG  | Classificação ou descenso          |
| --- | ------------------- | --- | -- | -- | - | -- | -- | -- | --- | ---------------------------------- |
| 1   | Olhanense (Q)       | 36  | 17 | 10 | 6 | 1  | 32 | 16 | +16 | Avança para Fase de Promoção       |
| 2   | Moncarapachense (Q) | 33  | 17 | 9  | 6 | 2  | 31 | 13 | +18 | Avança para Fase de Promoção       |
| 3   | Louletano           | 33  | 17 | 9  | 6 | 2  | 39 | 17 | +22 | Avança para Fase de Manutenção     |
| 4   | Juventude de Évora  | 25  | 17 | 6  | 7 | 4  | 26 | 12 | +14 | Avança para Fase de Manutenção     |
| 5   | Esperança de Lagos  | 22  | 17 | 6  | 4 | 7  | 24 | 27 | −3  | Avança para Fase de Manutenção     |
| 6   | Serpa               | 16  | 17 | 4  | 4 | 9  | 19 | 36 | −17 | Avança para Fase de Manutenção     |
| 7   | Imortal             | 12  | 17 | 2  | 6 | 9  | 9  | 29 | −20 | Avança para Fase de Manutenção     |
| 8   | União Montemor      | 12  | 17 | 3  | 3 | 11 | 13 | 31 | −18 | Avança para Fase de Manutenção     |
| 9   | Barreirense         | 10  | 17 | 1  | 7 | 9  | 10 | 30 | −20 | Avança para Fase de Manutenção     |
| 10  | Pinhalnovense       | 0   | 0  | 0  | 0 | 0  | 0  | 0  | 0   | Excluído do Campeonato de Portugal |

## 2ª Fase

### Promoção

#### Zona Norte
| Pos | Equipe           | Pts | J  | V | E | D | GP | GC | SG | Classificação ou descenso     |
| --- | ---------------- | --- | -- | - | - | - | -- | -- | -- | ----------------------------- |
| 1   | Paredes (P, C)   | 18  | 10 | 5 | 3 | 2 | 10 | 7  | +3 | Promovido à Liga 3 de 2022–23 |
| 2   | Vilaverdense (P) | 15  | 10 | 4 | 3 | 3 | 14 | 12 | +2 | Promovido à Liga 3 de 2022–23 |
| 3   | Leça             | 15  | 10 | 4 | 3 | 3 | 11 | 9  | +2 |                               |
| 4   | São Martinho     | 11  | 10 | 2 | 5 | 3 | 10 | 11 | −1 |                               |
| 5   | Salgueiros       | 11  | 10 | 2 | 5 | 3 | 10 | 12 | −2 |                               |
| 6   | Marítimo B       | 8   | 10 | 1 | 5 | 4 | 12 | 16 | −4 |                               |

#### Zona Sul
| Pos | Equipe              | Pts | J  | V | E | D | GP | GC | SG | Classificação ou descenso     |
| --- | ------------------- | --- | -- | - | - | - | -- | -- | -- | ----------------------------- |
| 1   | Fontinhas (P)       | 20  | 10 | 6 | 2 | 2 | 12 | 8  | +4 | Promovido à Liga 3 de 2022–23 |
| 2   | Moncarapachense (P) | 19  | 10 | 5 | 4 | 1 | 9  | 3  | +6 | Promovido à Liga 3 de 2022–23 |
| 3   | Belenenses (P)      | 16  | 10 | 4 | 4 | 2 | 17 | 9  | +8 | Promovido à Liga 3 de 2022–23 |
| 4   | Sertanense          | 11  | 10 | 2 | 5 | 3 | 11 | 11 | 0  |                               |
| 5   | Olhanense           | 7   | 10 | 1 | 4 | 5 | 5  | 14 | −9 |                               |
| 6   | Pêro Pinheiro       | 5   | 10 | 0 | 5 | 5 | 5  | 14 | −9 |                               |

### Manutenção

#### Série A
| Pos | Equipe       | Pts | J | V | E | D | GP | GC | SG | Classificação ou descenso               |
| --- | ------------ | --- | - | - | - | - | -- | -- | -- | --------------------------------------- |
| 1   | Vianense     | 13  | 6 | 4 | 1 | 1 | 9  | 4  | +5 |                                         |
| 2   | Merelinense  | 10  | 6 | 3 | 1 | 2 | 9  | 9  | 0  |                                         |
| 3   | Limianos (R) | 6   | 6 | 1 | 3 | 2 | 7  | 8  | −1 | Despromovido aos Campeonatos Distritais |
| 4   | Forjães (R)  | 4   | 6 | 1 | 1 | 4 | 6  | 10 | −4 | Despromovido aos Campeonatos Distritais |

#### Série B
| Pos | Equipe                   | Pts | J | V | E | D | GP | GC | SG | Classificação ou descenso               |
| --- | ------------------------ | --- | - | - | - | - | -- | -- | -- | --------------------------------------- |
| 1   | Pedras Salgadas          | 10  | 6 | 2 | 4 | 0 | 5  | 2  | +3 |                                         |
| 2   | Maria da Fonte           | 8   | 6 | 2 | 2 | 2 | 5  | 5  | 0  |                                         |
| 3   | Macedo de Cavaleiros (R) | 6   | 6 | 1 | 3 | 2 | 4  | 6  | −2 | Despromovido aos Campeonatos Distritais |
| 4   | Mirandela (R)            | 6   | 6 | 1 | 3 | 2 | 2  | 3  | −1 | Despromovido aos Campeonatos Distritais |

#### Série C
| Pos | Equipe        | Pts | J | V | E | D | GP | GC | SG  | Classificação ou descenso               |
| --- | ------------- | --- | - | - | - | - | -- | -- | --- | --------------------------------------- |
| 1   | Amarante      | 13  | 6 | 4 | 1 | 1 | 15 | 5  | +10 |                                         |
| 2   | Tirsense      | 9   | 6 | 2 | 3 | 1 | 7  | 7  | 0   |                                         |
| 3   | Vila Real (R) | 7   | 6 | 2 | 1 | 3 | 5  | 10 | −5  | Despromovido aos Campeonatos Distritais |
| 4   | Berço (R)     | 4   | 6 | 1 | 1 | 4 | 8  | 13 | −5  | Despromovido aos Campeonatos Distritais |

#### Série D
| Pos | Equipe                       | Pts | J | V | E | D | GP | GC | SG | Classificação ou descenso               |
| --- | ---------------------------- | --- | - | - | - | - | -- | -- | -- | --------------------------------------- |
| 1   | Camacha                      | 12  | 6 | 3 | 3 | 0 | 10 | 4  | +6 |                                         |
| 2   | Vila Meã                     | 7   | 6 | 1 | 4 | 1 | 5  | 5  | 0  |                                         |
| 3   | Santa Marta de Penaguião (R) | 6   | 6 | 1 | 3 | 2 | 4  | 6  | −2 | Despromovido aos Campeonatos Distritais |
| 4   | Câmara de Lobos (R)          | 5   | 6 | 1 | 2 | 3 | 7  | 11 | −4 | Despromovido aos Campeonatos Distritais |

#### Série E
| Pos | Equipe        | Pts | J | V | E | D | GP | GC | SG | Classificação ou descenso               |
| --- | ------------- | --- | - | - | - | - | -- | -- | -- | --------------------------------------- |
| 1   | Valadares     | 16  | 6 | 5 | 1 | 0 | 10 | 2  | +8 |                                         |
| 2   | Gondomar      | 8   | 6 | 2 | 2 | 2 | 7  | 10 | −3 |                                         |
| 3   | Espinho (R)   | 8   | 6 | 2 | 2 | 2 | 5  | 5  | 0  | Despromovido aos Campeonatos Distritais |
| 4   | Alvarenga (R) | 1   | 6 | 0 | 1 | 5 | 6  | 11 | −5 | Despromovido aos Campeonatos Distritais |

#### Série F
| Pos | Equipe               | Pts | J | V | E | D | GP | GC | SG | Classificação ou descenso               |
| --- | -------------------- | --- | - | - | - | - | -- | -- | -- | --------------------------------------- |
| 1   | Castro Daire         | 11  | 6 | 3 | 2 | 1 | 8  | 1  | +7 |                                         |
| 2   | Ferreira de Aves     | 11  | 6 | 3 | 2 | 1 | 7  | 7  | 0  |                                         |
| 3   | União de Coimbra (R) | 10  | 6 | 2 | 4 | 0 | 6  | 4  | +2 | Despromovido aos Campeonatos Distritais |
| 4   | Gouveia (R)          | 0   | 6 | 0 | 0 | 6 | 2  | 11 | −9 | Despromovido aos Campeonatos Distritais |

#### Série G
| Pos | Equipe                 | Pts | J | V | E | D | GP | GC | SG | Classificação ou descenso               |
| --- | ---------------------- | --- | - | - | - | - | -- | -- | -- | --------------------------------------- |
| 1   | Benfica Castelo Branco | 14  | 6 | 4 | 2 | 0 | 14 | 7  | +7 |                                         |
| 2   | Oleiros                | 11  | 6 | 3 | 2 | 1 | 7  | 5  | +2 |                                         |
| 3   | Idanhense (R)          | 4   | 6 | 1 | 1 | 4 | 4  | 8  | −4 | Despromovido aos Campeonatos Distritais |
| 4   | Condeixa (R)           | 3   | 6 | 0 | 3 | 3 | 6  | 11 | −5 | Despromovido aos Campeonatos Distritais |

#### Série H
| Pos | Equipe                  | Pts | J | V | E | D | GP | GC | SG | Classificação ou descenso               |
| --- | ----------------------- | --- | - | - | - | - | -- | -- | -- | --------------------------------------- |
| 1   | Marinhense              | 12  | 6 | 3 | 3 | 0 | 6  | 2  | +4 |                                         |
| 2   | Coruchense              | 10  | 6 | 3 | 1 | 2 | 8  | 5  | +3 |                                         |
| 3   | Vitória de Sernache (R) | 8   | 6 | 2 | 2 | 2 | 7  | 5  | +2 | Despromovido aos Campeonatos Distritais |
| 4   | Peniche (R)             | 2   | 6 | 0 | 2 | 4 | 2  | 11 | −9 | Despromovido aos Campeonatos Distritais |

#### Série I
| Pos | Equipe          | Pts | J | V | E | D | GP | GC | SG  | Classificação ou descenso               |
| --- | --------------- | --- | - | - | - | - | -- | -- | --- | --------------------------------------- |
| 1   | Loures          | 13  | 6 | 4 | 1 | 1 | 7  | 4  | +3  |                                         |
| 2   | Sintrense       | 13  | 6 | 4 | 1 | 1 | 10 | 4  | +6  |                                         |
| 3   | Sacavenense (R) | 9   | 6 | 3 | 0 | 3 | 10 | 8  | +2  | Despromovido aos Campeonatos Distritais |
| 4   | Elvas (R)       | 0   | 6 | 0 | 0 | 6 | 3  | 14 | −11 | Despromovido aos Campeonatos Distritais |

#### Série J
| Pos | Equipe        | Pts | J | V | E | D | GP | GC | SG  | Classificação ou descenso               |
| --- | ------------- | --- | - | - | - | - | -- | -- | --- | --------------------------------------- |
| 1   | Praiense      | 12  | 6 | 3 | 3 | 0 | 12 | 6  | +6  |                                         |
| 2   | Rabo de Peixe | 9   | 6 | 2 | 3 | 1 | 11 | 5  | +6  |                                         |
| 3   | Operário (R)  | 8   | 6 | 2 | 2 | 2 | 8  | 7  | +1  | Despromovido aos Campeonatos Distritais |
| 4   | Sp. Ideal (R) | 3   | 6 | 1 | 0 | 5 | 4  | 17 | −13 | Despromovido aos Campeonatos Distritais |

#### Série K
| Pos | Equipe             | Pts | J | V | E | D | GP | GC | SG  | Classificação ou descenso               |
| --- | ------------------ | --- | - | - | - | - | -- | -- | --- | --------------------------------------- |
| 1   | Juventude de Évora | 15  | 6 | 5 | 0 | 1 | 10 | 3  | +7  |                                         |
| 2   | Serpa              | 10  | 6 | 3 | 1 | 2 | 10 | 6  | +4  |                                         |
| 3   | Barreirense (R)    | 8   | 6 | 2 | 2 | 2 | 7  | 7  | 0   | Despromovido aos Campeonatos Distritais |
| 4   | União Montemor (R) | 1   | 6 | 0 | 1 | 5 | 3  | 14 | −11 | Despromovido aos Campeonatos Distritais |

#### Série L
| Pos | Equipe             | Pts | J | V | E | D | GP | GC | SG | Classificação ou descenso               |
| --- | ------------------ | --- | - | - | - | - | -- | -- | -- | --------------------------------------- |
| 1   | Imortal            | 7   | 4 | 2 | 1 | 1 | 4  | 3  | +1 |                                         |
| 2   | Esperança de Lagos | 5   | 4 | 1 | 2 | 1 | 4  | 7  | −3 |                                         |
| 3   | Louletano (R)      | 4   | 4 | 1 | 1 | 2 | 7  | 5  | +2 | Despromovido aos Campeonatos Distritais |